# Spas, Kameanka-Buzka
Spas (în ucraineană Спас) este un sat în comuna Streptiv din raionul Kameanka-Buzka, regiunea Liov, Ucraina.

## Demografie
Componența lingvistică a localității Spas
     Ucraineană (99,28%)
     Alte limbi (0,72%)
Conform recensământului din 2001, majoritatea populației localității Spas era vorbitoare de ucraineană (99,28%), existând în minoritate și vorbitori de alte limbi.